# Chorosno
Chorosno (ukrainisch und russisch Хоросно; polnisch Chrusno) ist ein Dorf in der westukrainischen Oblast Lwiw mit etwa 385 Einwohnern.
Es gehörte bis 2017 mit den 4 anderen Dörfern Derewatsch, Nowosilka und Pidtemne zur Landratsgemeinde Rakowez (Раковець), am 29. Oktober 2017 wurde das Dorf ein Teil der neu gegründeten Landgemeinde Solonka (Солонківська сільська громада Solonkiwska silska hromada).
Am 12. Juni 2020 wurde das Dorf, welches bis dahin im Rajon Pustomyty lag, ein Teil des neu gegründeten Rajons Lwiw.

## Geschichte
Der Ort wurde im Jahre 1444 als Chrostna villa regie, in distr. Sczirziczensi und später als Chrosthna (1469), Chroschna (1472), Chroszna (1515), Chworozna (1565), Chrosina (1578), Chrusno (16. Jahrhundert), Chorosna (1661–1665), Chrusna (1765) erwähnt. Der Name ist abgeleitet vom Wort chrost (chróst > chrust), d. h. Weidentrieb, Dickicht, Gestrüpp.
Er gehörte zunächst zum Lemberger Land in der Woiwodschaft Ruthenien der Adelsrepublik Polen-Litauen. Bei der Ersten Teilung Polens kam das Dorf 1772 zum neuen Königreich Galizien und Lodomerien des habsburgischen Kaiserreichs (ab 1804).
Im Jahre 1789 im Zuge der Josephinischen Kolonisation wurden auf dem Grund des Dorfes deutsche Kolonisten lutherischer Konfession angesiedelt. Das Dorf wurde in zwei Gemeinden getrennt: Chrusno Stare (Alt Chrusno) und Chrusno Nowe (die Kolonie, Neu Chrusno). Die Protestanten gehörten zur Pfarrgemeinde Dornfeld in Evangelische Superintendentur A. B. Galizien.
Im Jahre 1900 hatte die Gemeinde Chrusno Stare 142 Häuser mit 881 Einwohnern, davon 755 ruthenischsprachige, 65 polnischsprachige, 61 deutschsprachige, 693 griechisch-katholische, 98 römisch-katholische, 19 Juden, 71 anderen Glaubens. Die Gemeinde Chrusno Nowe hatte 25 Häuser mit 145 Einwohnern, davon 132 deutschsprachige, 13 ruthenischsprachige, 11 griechisch-katholische, 2 römisch-katholische, 132 anderen Glaubens.
Nach dem Ende des Polnisch-Ukrainischen Kriegs 1919 kamen beide Gemeinden zu Polen. Im Jahre 1921 hatte die Gemeinde Chrusno Stare 147 Häuser mit 877 Einwohnern, davon 588 Ruthenen, 285 Polen, 4 Deutschen, 747 griechisch-katholische, 120 römisch-katholische, 8 evangelische, 2 Juden (Religion). Die Gemeinde Chrusno Nowe hatte 25 Häuser mit 175 Einwohnern, davon 126 Deutschen, 29 Ruthenen, 13 Polen, 7 Juden (Nationalität), 126 evangelische, 30 griechisch-katholische, 11 römisch-katholische, 1 anderer Christ, 7 Juden (Religion)
Im Zweiten Weltkrieg gehörte der Ort zuerst zur Sowjetunion und ab 1941 zum Generalgouvernement, ab 1945 wieder zur Sowjetunion, heute zur Ukraine.

## Persönlichkeiten
- Rudolf Kesselring (* 1884; † 1961), evangelischer Pfarrer, Theologieprofessor der Universität Warschau